# Werner Schroeder

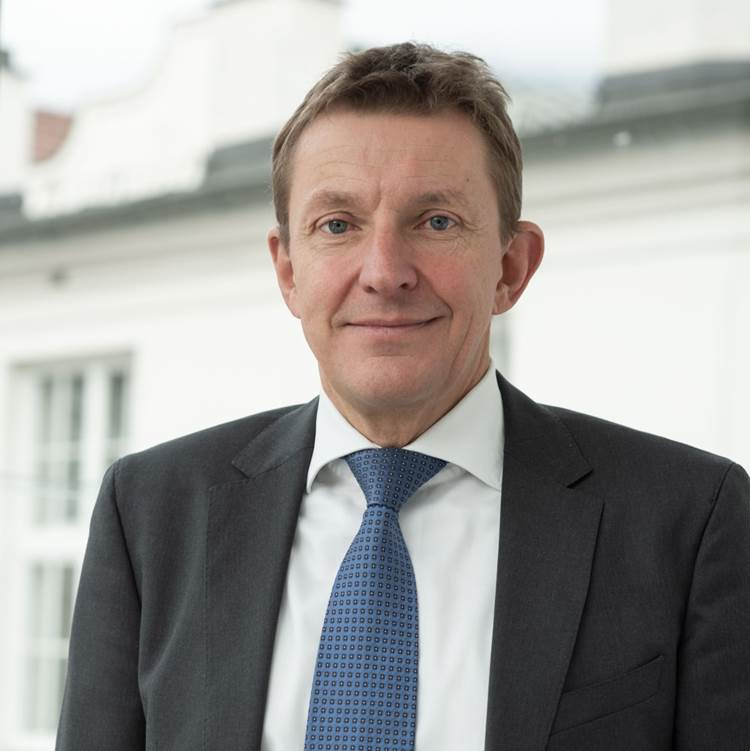
Werner Schroeder (2018)

Werner Schroeder (* 1. Mai 1962 in Köln) ist ein Rechtswissenschaftler und Universitätsprofessor am Institut für Europarecht und Völkerrecht der Universität Innsbruck, dessen Leiter er auch ist.
Fachlicher Schwerpunkt seiner Tätigkeit als Universitätsprofessor ist das Europarecht  mit den weiteren Schwerpunkten: Europäisches Verfassungsrecht, Europäisches Wirtschaftsrecht und Europäisches Verkehrs- und Umweltrecht.
Er ist Autor zahlreicher Fachpublikationen zum europäischen Recht.

## Biografie
Werner Schroeder studierte 1981 bis 1986 Rechtswissenschaften an den Universitäten Passau und der Universität Genf (Schweiz). Er legte 1986 das 1. Juristische Staatsexamen ab. 1989 folgte die Promotion zum Doktor der Rechte an der Universität Passau mit der Arbeit: Sport und Europäische Integration. 1986 bis 1990 war Werner Schroeder Rechtsreferendar im OLG-Bezirk München sowie von 1988 bis 1989 wissenschaftlicher Mitarbeiter am Institut für Völkerrecht und Internationales Recht an der Universität München. Es folgte das 2. Juristisches Staatsexamen und 1991 bis 1992 ein Auslandsstudium an der University of California, Berkeley, School of Law und der Master of Laws (LL.M.).
Von 1990 bis 1993 war Werner Schroeder als Rechtsanwalt bei Droste Killius Triebel (jetzt: Hogan Lovells) in München tätig.
Von 1993 bis 2001 war Werner Schroeder wissenschaftlicher Assistent, dann Oberassistent, am Lehrstuhl für Staats- und Verwaltungsrecht, Völkerrecht und Europarecht der Universität Passau.
1999 erfolgte die Habilitation an der Universität Passau mit der Arbeit Das Gemeinschaftsrechtssystem und die Erteilung der venia legendi für Staats- und Verwaltungsrecht, Europarecht, Völkerrecht und Rechtstheorie.
Seit 2001 ist Werner Schroeder Universitätsprofessor am Institut für Europarecht und Völkerrecht der Universität Innsbruck. Seit 2005 ist er auch Leiter dieses Instituts. Er folgte in dieser Funktion Waldemar Hummer nach.

## Mitgliedschaften und Funktionen
Werner Schroeder ist Mitglied der Deutschen Gesellschaft für Internationales Recht (DGIR), der Vereinigung der Deutschen Staatsrechtslehrer (VDStRl), des Centrums für Europarecht (CEP) an der Universität Passau und Senior Research Fellow am CEP sowie des wissenschaftlichen Beirats für Europarecht des Bundesministerium für Europa, Integration und Äußeres in Wien.

## Publikationen
Die folgenden Publikationen sind eine Auswahl.

### Bücher
- Werner Schroeder: Grundkurs Europarecht. 5. Auflage. C.H. Beck, München 2017, ISBN 978-3-406-71738-3.
- Werner Schroeder: Strengthening the Rule of Law in Europe – From a Common Concept to Mechanisms of Implementation. 1. Auflage. Hart Publishing, Oxford 2016, ISBN 978-1-84946-708-7.
- Werner Schroeder: Das Gemeinschaftsrechtssystem –  Eine Untersuchung zu den rechtsdogmatischen, rechtstheoretischen und verfassungsrechtlichen Grundlagen des Systemdenkens im Europäischen Gemeinschaftsrecht. 1. Auflage. J.C.B. Mohr Siebeck, Jus Publicum – Beiträge zum Öffentlichen Recht, Band 86, Tübingen 2002, ISBN 3-16-147715-4.

### Beiträge zu Zeitschriften und Sammelbänden
- Werner Schroeder: Das EU-rechtliche Potential des Verkehrsprotokolls der Alpenkonvention, ZVR (Zeitschrift für Verkehrsrecht) 2019, S. 148–154.
- Werner Schroeder: Die Beseitigung von „Goldplating“ durch nationale Deregulierung und das Unionsrecht, JRP (Journal für Rechtspolitik) 2018, S. 227–235.
- Werner Schroeder: Freihandelsabkommen und Demokratieprinzip – Eine Untersuchung zur parlamentarischen Legitimation gemischter Verträge, EuR (Europarecht) 2018, S. 119–139.
- Werner Schroeder: The EU Founding Values – Constitutional Character and Legal Implications, European Studies – The Review of European Law, Economics and Politics  3 (2016), S. 50–64.
- Werner Schroeder: Bessere Ergebnisse durch bessere Rechtsetzung der Europäischen Union?, ZG (Zeitschrift für Gesetzgebung) 2016, S. 193–214.
- Werner Schroeder: EU-Beihilfenverbot und Staatlichkeit der Mittel, Europäische Zeitschrift für Wirtschaftsrecht (EuZW) 2015, S. 207–212.
- Werner Schroeder: Folgenabschätzung als Element der Gesetzgebung der Europäischen Union, Zeitschrift für Öffentliches Recht (ZÖR) 2013, S. 225–257.
- Werner Schroeder, Andreas Müller: Elements of Supranationality in the Law of International Organizations in: Ulrich Fastenrath u. a. (Hrsg.), From Bilateralism to Community Interest – Essays in Honour of Judge Bruno Simma, Oxford University Press, Oxford 2011, S. 358–378.